# Khabir Souleimanov
 (septembre 2019).
Pour les articles homonymes, voir Souleimanov.
Khabir Gibadatullovitch Souleimanov (bachkir : Хәбир Ғибәҙәт улы Сөләймәнов) est un ancien boxeur professionnel russe né le 17 décembre 1980. Sa carrière est notamment marquée par un titre de champion d'Amérique du Nord NABO remporté en 2010. Il fut également kickboxeur.

## Biographie
Khabir Souleimanov est né dans le village d'Ilimbetovo du raïon d'Argaïach de l'oblast de Tcheliabinsk. Il est diplômé de l'école du village voisin de Derbisheva avec son frère jumeau Sabir. Ne connaissant pas encore la boxe, les garçons pratiquent de nombreux sports ainsi que les échecs dont ils sont devenus les champions du district[réf. nécessaire]. Leur père, pour leur enseigner l'endurance, les emmène également chasser même dans de fortes gelées. 
Leur premier entraîneur de boxe est Salavat Bayramgali, qui travaille à l'école de sport du district. Après avoir obtenu leur diplôme d'études secondaires, les enfants entrent dans la faculté d'ingénierie agricole de l'état de Tcheliabinsk. L'école de kickboxing de Salavat Bayramgalina déménage aussi à Tcheliabinsk. Les frères Suleimanov continuent à pratiquer la boxe obtenant des résultats dans les championnats à Tcheliabinsk.
Lors d'un de ces tournois, ils sont remarqués par un entraîneur immigré américain. Quelques mois plus tard, à l'automne 2004, les jumeaux sont à New York, vivant d'abord dans l'appartement de l'entraîneur. En parallèle d'un entraînement journalier de trois heures, Sabir et Habir font plusieurs métiers : chargeurs, gardes de sécurité dans le supermarché, collectionneurs de fenêtres en plastique.
Khabir devient boxeur professionnel en 2006 et remporte le titre nord-américain NABO des poids coqs en 2010 après sa victoire contre Javier Gallo par KO au 9e round.